# Mount Kowalczyk
Mount Kowalczyk är ett berg i Antarktis. Det ligger i Östantarktis. Nya Zeeland gör anspråk på området. Toppen på Mount Kowalczyk är 1 700 meter över havet.
Terrängen runt Mount Kowalczyk är varierad. Trakten är obefolkad. Det finns inga samhällen i närheten.